# Festival von Avignon

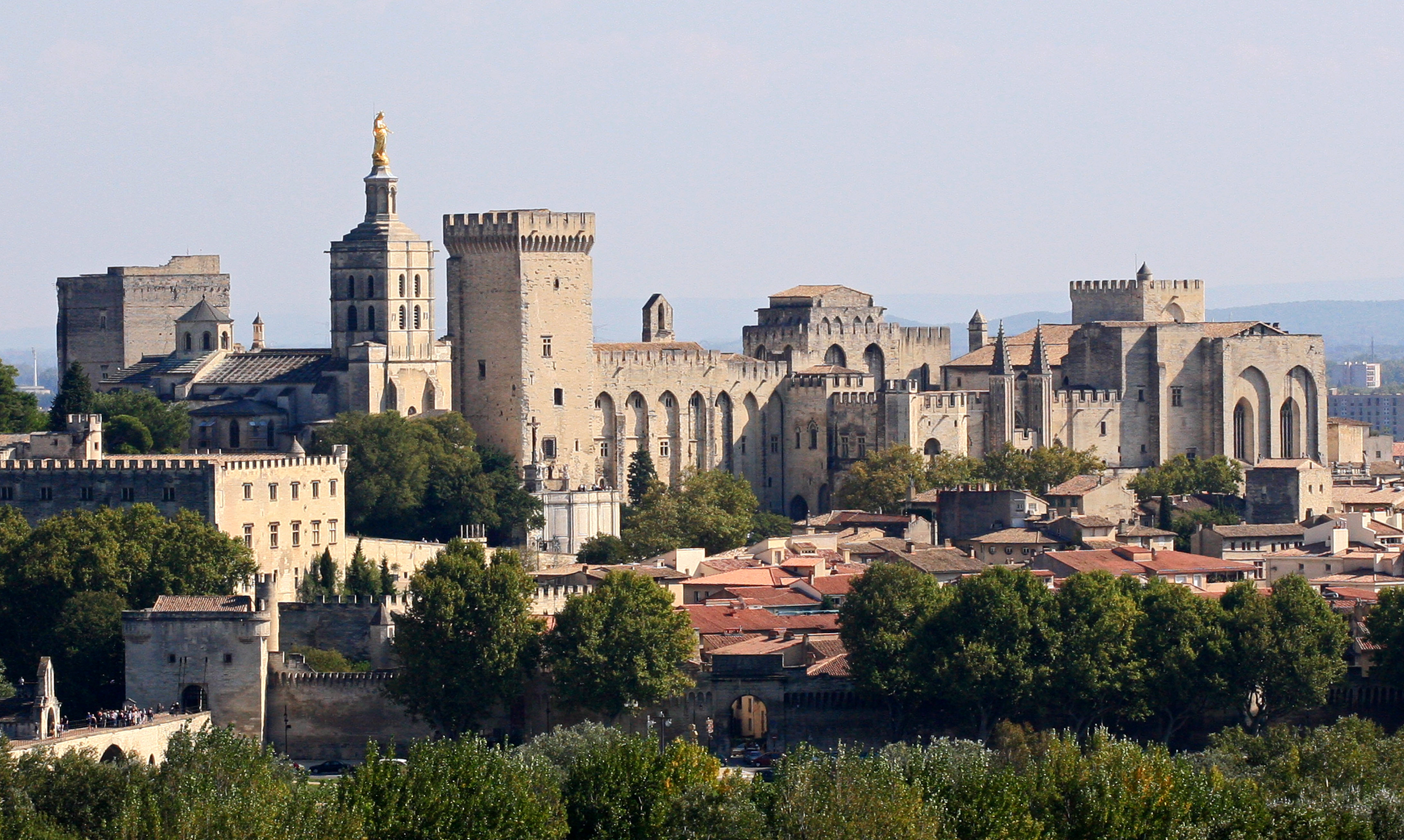
Der Papstpalast von Avignon

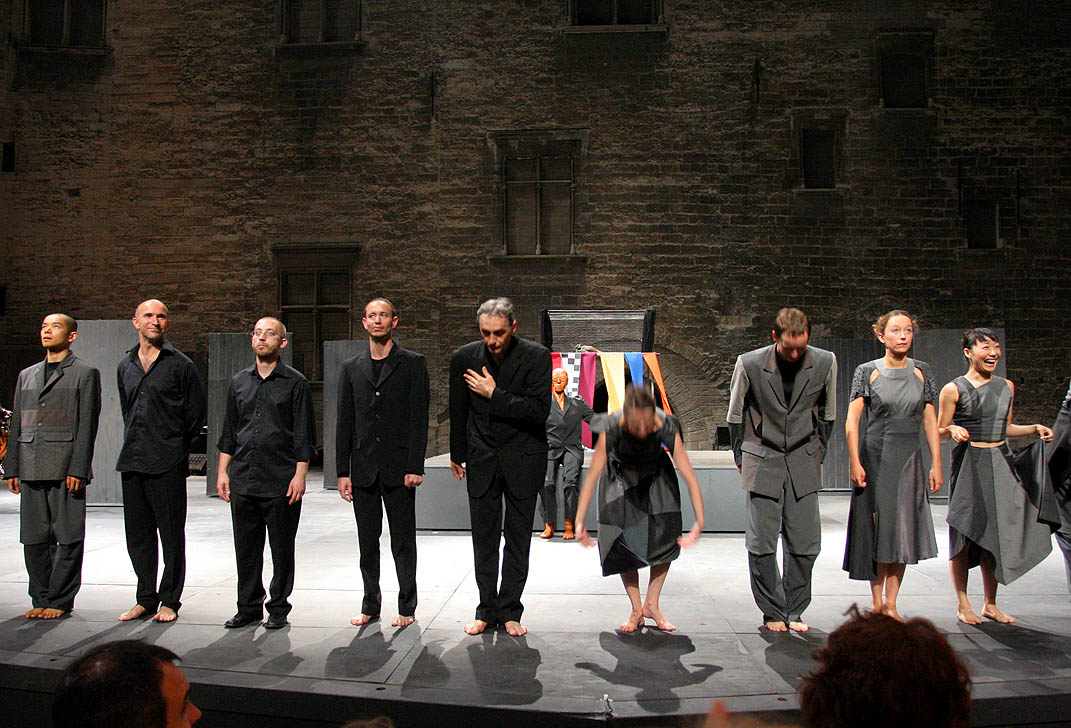
Bühne im Papstpalast

Das Festival von Avignon (Festival d'Avignon) ist ein Theater-, Tanz- und Gesangsfestival in der südfranzösischen Stadt Avignon. Es wurde 1947 von Jean Vilar gegründet und findet jährlich in den drei letzten Juli-Wochen statt. Ab 1971 wurde es von dem damals 35-jährigen Paul Puaux mit einem Generationenwechsel der Intendanten bis 1979 fortgeführt. Seitdem hat es die Rechtsform eines Vereins in der Trägerschaft der Stadt, vertreten durch den Bürgermeister. 
Neben den „In“-Aufführungen im Papstpalast, dem Karmeliterkloster und anderen Spielorten, die von öffentlichen Einrichtungen gefördert werden, gibt es auch hunderte von „Off“-Aufführungen, in denen private Theatergruppen und Einzelpersonen ihre Werke in Hinterhöfen, auf der Straße etc. zeigen. Während des Festivals herrscht ein reges Treiben in den Straßen – besonders sehenswert: die Rue des Teinturiers, Place de l’horloge und der Platz vor dem Papstpalast (Palais des Papes).
Dieses immer wieder – auch von Streiks des Bühnenpersonals – neu strukturierte Zusammenspiel herkömmlicher und neuer Inszenierungen hat das Theater in Frankreich und Europa stark beeinflusst. Das choreographische Balletttheater z. B. bekam hier seine Startchance.

## Geschichte

### Gründung und Leitung durch Jean Vilar
Im Rahmen einer Ausstellung für moderne Kunst im Jahr 1947, die in der großen Kapelle des Papstpalastes stattfand, haben der Kunstkritiker Christian Zervos und der Dichter René Char Jean Vilar vorgeschlagen die „semaine d’art dramatique“ zu kreieren und zu organisieren. Jean Vilar war Schauspieler, Regisseur und Leiter einer Theatertruppe.
Zunächst lehnte Jean Vilar dieses Projekt ab, da er an der technischen Durchführbarkeit zweifelte und der Bürgermeister von Avignon ihn nicht wie erwartet unterstützte. Die Regierung wollte den Wiederaufbau der Stadt und deren Kultur nach den Bombardierungen im April 1944 fördern. Deswegen gab sie ihr Einverständnis zur finanziellen Unterstützung des Festivals und gestattete die Benutzung des Hofes des Papstpalastes. Jean Vilar konnte nun „Une semaine d’Art en Avignon“ vom 4. bis 10. September 1947 ins Leben rufen. 4800, davon 2900 zahlende Besucher erschienen zu diesem Festival. Es fand an drei Plätzen statt: in dem Ehrenhof des Papstpalastes, im Theater und in „le Verger d’Urban V“. Es gab sieben Aufführungen der drei Werke: La Tragédie du roi Richard II von Shakespeare, La Terrasse de midi von Maurice Clavel und L’Histoire de Tobie et de Sara von Paul Claudel. Aufgrund des Erfolges, organisierte Jean Vilar die „Semaine d’art dramatique“ auch im folgenden Jahr. Er bezog erneut das Werk La Tragédie du roi Richard II (Richard II.) von Shakespeare ein. Außerdem fügte er die Werke La Morte de Danton (Dantons Tod) von Georg Büchner und Shéhérazade (Scheherazade) von Jules Supervielle, der alle drei Werke inszenierte, hinzu.
Einige der nennenswerten, teilnehmenden junge Talente waren Jean Négroni, Germaine Montero, Alain Cuny, Michel Bouquet, Jean-Pierre Jorris, Silvia Montfort, Jeanne Moreau, Daniel Sorano, Maria Casarès, Philippe Noiret, Monique Chaumette, Jean Le Poulain, Charles Denner, Jean Deschamps sowie Georges Wilson. Gérard Philipe, der aus der Filmbranche bekannt ist, begab sich 1951 zum Théâtre National Populaire (TNP) und wurde eine Ikone durch seine Rollen als Cid in Le Cid und der des Prinzen Friedrich von Homburg in Prinz Friedrich von Homburg oder die Schlacht bei Fehrbellin von Heinrich von Kleist.
Trotz sehr heftiger Kritiken wurde das Festival zunehmend erfolgreicher; Vilar wurde als Stalinist, Faschist, Populist und Kosmopolit bezeichnet. Die stellvertretende Direktorin des Festivals und der Musik Jeanne Laurent stand hinter Vilar von 1951 bis 1963. In diesem Jahr wurde er von Georges Wilson ersetzt. Die Schriftstellerin Elisabeth Barbier wirkte jahrelang an der Organisation des Festivals mit.
Auch die Regisseure Jean-Pierre Darras (1953), Gérard Philipe (1958) und Georges Wilson (1953) wurden zu den Festspielen eingeladen. Ab 1964 hatte Vilar keine weiteren Stücke neu inszeniert. Schon ab 1954, unter dem Namen Festival d‘Avignon und mit einem Stück von Vilar, bestärkte sich die Idee des Volkstheaters und der Dezentralisierung des Theaters durch die Schaffung des TNP.
Durch die Volksbindung, Jugendbewegungen und die Integration weltweiter Netzwerke konnte das Theater wiederbelebt werden. Sein Publikum wurde so zu Lesungen, Diskussionen zu diversen Stücken, kultureller Politik etc. eingeladen.
Im Jahr 1965, hat die Theatertruppe von Jean-Louis Barrault vom Odéon-Theater (l’Odéon-Théâtre de France) Numance präsentiert. Dies stellte den Anfang großer Veränderungen dar. Ab 1966 wurde z. B. die Dauer der Veranstaltung auf einen Monat verlängert.
Das Festival war allzeit ein Spiegelbild der Entwicklung des Theaters. So wurde ab 1966 parallel zu der Veranstaltung mit etablierten Dramen, Theatern und diversen Schaustücken auch das nicht-offizielle und unabhängige Festival „Off“ eingeführt. Dieses wurde durch André Benedetto und Bertrand Hurault initiiert.
Vilar leitete das Festival bis zu seinem Tod im Jahr 1971. In diesem Jahr wurden achtunddreißig Stücke dargeboten.
Die Bewegungen im Mai 1968 resultierten darin, dass am 22. Festival d’Avignon keine französischen Theaterstücke aufgeführt wurden. Dies war die Hälfte von den geplanten 83 Veranstaltungen.

### 1971–1979 Der Direktor Paul Puaux
Von 1971 bis 1979 leitete Paul Puaux, trotz Kritik, das Festival d'Avignon. Er weigerte sich den Titel des Direktors anzunehmen und bevorzugte den bescheidenen Titel des Administrators. Er erweiterte die Anzahl der Künstler mit neuen internationalen Einflüssen: Merce Cunningham, Mnouchkine, Besson. Außerdem waren diese Jahre die Geburtsstunde des „Off“ mit Stücken von Antoine Vitez und Bob Wilson.
Er beendete sein Amt 1979. Nach ihm wurde Bernard Faivre d'Arcier ernannt.

### 1980–1984: Der Direktor Bernard Faivre d'Arcier und die Neugestaltung des Administrativen, Rechtlichen und Finanziellen
Im Jahr 1980 übernahm Bernard Faivre d'Arcier die Leitung des Festivals d'Avignon. In seiner Zeit als Festival-Direktor (1980–1984 und 1993–2003) und in der Phase von Alain Crombecque (1985–1992) wurde das Management professionalisiert und der internationale Ruf des Festivals erweitert.
Seit der Gründung im Jahr 1947 als La semaine d’Art dramatique wurden viele Änderungen vorgenommen:
- Die Dauer: Am Anfang betrug die Dauer des Festivals eine Woche, und es gab nur wenige Veranstaltungen. Nun findet das Festival jedes Jahr für 3 bis 4 Wochen statt.
- Die Veranstaltungsorte: Das Festival hat die Zahl der Veranstaltungsorte auf über zwanzig erweitert (Schulen, Kapellen, Turnhallen usw.). Viele Standorte befinden sich innerhalb der Stadtmauern. Es gibt jedoch auch Standorte außerhalb, wie z. B. die Turnhalle Paul Giera. Andere Kommunen beteiligen sich nun auch an dem Festival, wie z. B. Villeneuve-lès-Avignon, Boulbon, Verdène, Montfavet, Le Pontet, Cavaillon usw. Seit 2013 ist La Fabrica ein fester Bestandteil der Veranstaltung.
- Die Art des Festivals: Am Anfang konzentrierte sich das Festival auf zeitgenössische Theaterkunst. Mit der Zeit hat es sich auch für andere Genres geöffnet, wie z. B. zeitgenössischer Tanz, Pantomime, Puppenspiel, Musicals, Pferdeshows usw.
- Das eigentliche Ziel des Festivals d'Avignon war, das Beste des französischen Theaters zu präsentieren und ein internationales Publikum anzusprechen. Inzwischen führen auch internationale Künstler ihre Stücke auf.

### 2003: Das Jahr der Annullierung
Im Jahr 2003 fand ein Streik der Unterhaltungsbranche statt gegen die Reform der Vergütungssysteme Assedic. Dieser führte zur Absage des Festivals. Eigentlich waren 750 verschiedene Veranstaltungen geplant.

### 2004–2013: Das Duo Archambault und Baudriller
Nach ihrer Ernennung im Januar nahmen Hortense Archambault und Vicent Baudriller die Organisation des Festivals in die Hand. 2008 wurden sie für vier Jahre erneut gewählt.
Die beiden veranlassten den Umzug des Pariser Büros nach Avignon und organisierten das Programm, das sich jedes Jahr auf ein oder zwei andere Künstler spezialisiert. So luden sie Thomas Ostermeier im Jahr 2004, Jan Fabre im Jahr 2005, Josef Nadj im Jahr 2006, Frédéric Fisbach im Jahr 2007, Valerie Dréville und Romeo Castellucci im Jahr 2008, Wajdi Mouawad im Jahr 2009, Olivier Cadiot und Christoph Marthaler im Jahr 2010, Boris Charmatz im Jahr 2011, Simon McBurney im Jahr 2012 und Dieudonné Niangouna & Stanislas Nordey im Jahr 2011 ein.

### 2014 bis 2022: Direktor Olivier Py
Olivier Py wurde am 2. Dezember 2011 vom Vorstand zum neuen Direktor des Festivals d’Avignon ernannt. Er trat sein Amt am 1. September 2013 an.
Am 20. März 2014 präsentierte er der Presse das Programm des 68. Festival d’Avignon in La Fabrica (4.–27. Juli 2014). Bei dessen Programm legte er besonders Wert auf folgende Aspekte:
- Jugend: Der Fokus sollte auf jungen Zuschauern und Künstlern liegen.
- Internationalität und das Mittelmeer: Fünf verschiedene Kontinente konnten sich im Programm wiederfinden lassen. Ein besonderer Fokus war auf Syrien (wo seit 2011 ein Bürgerkrieg herrscht)
- Die Dezentralisierung des Festivals und Integration der Umgebung
- Poesie und zeitgenössische Literatur
- Digitalisierung und Nutzung des Internets – ein Schnittpunkt zwischen Kultur und Gesellschaft

Das Jahr 2014 war ein schwieriges Jahr für den neuen Direktor:
- La Fabrica konnte kein Betriebsbudget vorweisen
- Soziale Bewegungen im Juli 2014[1]
- Unwetter im Juli 2014[2]

### Ab 2023: Direktor Tiago Rodrigues
Am 5. Juli 2021 wurde der Portugiese Tiago Rodrigues (* 1977) – damals künstlerischer Leiter des Teatro Nacional D. Maria II – zum Direktor des Festivals ab dem 1. September 2022 ernannt. Die Amtszeit beträgt vier Jahre und kann einmal verlängert werden.

## Veranstaltungsorte
- Hof des Papstpalastes (Cour d'honneur de Palais des Papes)
- Opéra Grand Avignon
- Carrière de Boulbon
- Cloître des Carmes
- Cloître des Célestins

### La Fabrica
Im Jahr 2004 brachten Hortense Archambault und Vincent Baudriller, Co-Direktoren des Festival d’Avignon, zum Ausdruck, dass es notwendig sei, einen Ort für Proben und einen Rückzugsort für die Künstler zu etablieren. La Fabrica, ein Gebäude, das von der Architektin Maria Godlewska gestaltet wurde, wurde im Juli 2013 eröffnet. Dieses Projekt, das vom Staat (Ministerium für Kultur und Kommunikation) und den lokalen Behörden (der Stadt Avignon, dem Conseil Général du Vaucluse und der Region Provence-Alpes-Côte d’Azur) unterstützt wurde, kostete ca. 10 Millionen Euro. Die geographische Lage zwischen den Stadtvierteln Champfleury und Monclar galt den Initiatoren als beste Voraussetzung für die Integration benachteiligter Personen in das Projekt. Außerdem wurden künstlerische Projekte initiiert, die sich speziell an Jugendliche richten.
Die Fabrica besteht aus:
- einem Probenraum: Dieser ermöglicht das Proben der Aufführungen auf dem Ehrenhof des Papstpalastes mit 600 Sitzplätzen,
- einem privaten Rückzugsort: Dieser ermöglicht den Schauspielern einen Platz zum Leben und Arbeiten,
- einem kleinen technischen Bereich: Dieser wird als Materiallager benutzt.

2014 wurden zwei Theaterstücke in der Fabrica aufgeführt: Orlando ou l’impatience von Olivier Py und Henri VI. von William Shakespeare, bearbeitet und inszeniert von Thomas Jolly.
2015 wurden drei internationale Theaterstücke an diesem Ort gezeigt:
- Des arbres à abbatre nach einem Roman von Thomas Bernhard, inszeniert von Krystian Lupa (Polen)
- Barbarians, Ballett, choreographiert von Hofesh Shechter (Großbritannien)
- Cuando vuelva a casa, voy a ser otro, Text und Regie von Mariano Pensotti (Argentinien)

## Soziologisches Profil
Im Jahr 1995 besuchten 58.000 Zuschauer das Festival. Darunter waren fast die Hälfte aus dem Großraum Avignon und den benachbarten Regionen. Knapp 8 % waren Ausländer. Der Rest bestand aus Besuchern der übrigen Regionen Frankreichs. Die Anzahl der besuchten Vorführungen und die Aufenthaltsdauer der Besucher steigt mit der geographischen Distanz. 1995 war die durchschnittliche Aufenthaltsdauer 3 Tage in Avignon, und die Besucher schauten sich durchschnittlich zwei Vorstellungen an. Eine Studie der Université d’Avignon et des Pays de Vaucluse hat in den späten 1990er und frühen 2000er Jahre festgestellt, dass ein Drittel der Besucher Einwohner der Region Provence-Alpes-Côte d’Azur, 23 % aus Paris und 36 % aus den restlichen Regionen Frankreichs kommen. Der erste Besuch der Veranstaltung erfolgt im Durchschnitt mit 29 Jahren.

## Wirtschaftliche Entwicklungen
Im Jahr 1968 wurde eine umfassende Studie über die wirtschaftlichen Auswirkungen der Veranstaltungen durchgeführt. Danach wurden 1967 insgesamt durch den Ticketverkauf, Programmvertrieb und Verpflegung 923.000 Francs erwirtschaftet. Dies waren ca. 32 Francs pro Besucher. Je weiter die Entfernung des Wohnortes ist, desto höher sind die Kosten für die Zuschauer. Im Durchschnitt bezahlten die Einwohner Avignons 18 Franken. Die Besucher, die aus der Region stammten bezahlten durchschnittlich 26 Franken, die ausländischen Zuschauer gaben ca. 42 Franken aus. Das Festival wird mit 487.600 Franken vom Département du Vaucluse und 167.600 Franken von der Commune d’Avignon subventioniert.

### Entwicklung des Budgets
Im Jahr 2002 wurde eine Untersuchung durch Arbeit das Institut d'Etudes politique de Bordeaux angefertigt, die ein besonderes Augenmerk auf die Geschäftsführung und die Finanzierung mit öffentlichen und privaten Geldern legte.
In den 1960er Jahren betrug das Budget noch eineinhalb Millionen Francs. Danach stieg es dann rapide an. Im Jahr 1985 waren es 20 Millionen Francs, im Jahr 1990 40 Millionen Francs, im Jahr 1995 46 Millionen Francs und im Jahr 2000 waren es 53 Millionen französische Francs.
Im Jahr 1967 entfielen 66 % der Ausgaben auf Löhne und Gehälter, 20 % auf Einkäufe und 3 % auf Steuern. Im Jahr 1995 verteilte sich das Budget wie folgt: 22 % für Personalausgaben, 26 % für die Einkäufe und 21 % für Steuern.
Das Festival wird von der Stadt Avignon, dem Département Vaucluse und der Region Provence-Alpes-Côte d’Azur unterstützt. Daneben gibt es einige öffentliche Einrichtungen, die die Veranstaltung unterstützen: Kulturorganisationen aus Spanien, Italien, Belgien, den Niederlanden und Japan, France Culture, die französische Vereinigung für künstlerische Aktion (l’Association francaise d’action artistique), ADAMI, die Stiftung Beauxmarchais, SACEM, die EDF-Stiftung und ANPE.

### Sponsoring
Das Festival wird durch eine Reihe von Sponsoren unterstützt. Dies umfasst Teile der Finanzierung, aber auch logistische und betriebliche Unterstützung. Im Jahr 2014 förderte das lokale Unternehmertum die Veranstaltung mit insgesamt 150.000 € (zwischen 3.000 € und 10.000 € pro Unternehmen). Außerdem beteiligten sich große internationale Unternehmen (z. B. BMW, EDF, SNCF, Total, Vivendi etc.), indem sie künstlerische, soziale und umweltbewusste Projekte des Festivals unterstützen.

## Dokumentarische Bestände und Online-Ressourcen

### Dokumentarische Bestände der Bibliothèque de France – Maison Jean Vilar
Im Maison Jean Vilar befindet sich das Archiv zur Arbeit von Jean Vilar, darunter alle 3.000 Stücke seit Beginn des Festival d'Avignon in 1947. Dieses Haus befindet sich in Avignon (8 Rue de Mons, Montée Paul-Puaux).
Darüber hinaus gibt die Gesellschaft Jean Vilar das Heft „Les Cahiers Jean Vilar“ heraus, das an den Gründer des Festivals sowie die Stellung des Theaters in der Gesellschaft und die Herausforderung an die Kulturpolitik erinnern soll.

### CANOPE
Auf der Webseite reseau-canope.fr kann man ein Netzwerk zur pädagogischen Unterstützung finden. Sie richtet sich an Bildungseinrichtungen, Lehrer, Schüler, Studenten und Familien. So werden zum Beispiel Dokumentationen speziell für junge Zuschauer gezeigt, damit sie ein Verständnis für die Veranstaltung bekommen.

### Theatre-contemporain.net
Auf dieser Webseite für das zeitgenössische Theater können digitale Ressourcen aus der internationalen Theaterszene abgerufen werden. Es besteht eine große Datenbank mit vielen Texten, Artikeln, audiovisuellen Aufzeichnungen und Theaterstücken.

## Wichtige Inszenierungen
Schauspieler der AnfangsjahreGérard Philipe, Jeanne Moreau, Georges Wilson, Daniel Sorano, Maria Casarès
Maurice Béjart1967: Messe pour le temps présent
Robert Wilson1976: Einstein on the Beach (von Philip Glass komponierte Oper)
John Neumeier1980, Skizzen zur Matthäuspassion (Ballett nach Bach)
Pina Bausch1983, Nelken
Antoine Vitez1987, Der Seidenschuh (Le Soulier de Satin)
Luc Bondy1988, Das Wintermärchen (nach Shakespeare)
Sasha Waltz2002, noBody
Peter BrookMahabharata (später verfilmt)
Thomas Ostermeier2004, Woyzeck
Jan Fabre2005, L’histoire des larmes
Josef Nadj2006, Asobu
Josef Nadj/Miquel Barcelo2006, Paso Doble
Éric Lacascade2006, Les Barbares
Emanuel Gat / Ensemble Modern2018, Story Water
Pascal Rambert2019, Architecture
Kirill Serebbrennikov2022, Le Moine Noir
2023 Rébecca Chaillon: Carte noire nommée désir

## Dokumentarfilme
- Avignon: Ehrenhof und Schlachtfeld. Dokumentarfilm, Frankreich 2006, Drehbuch: Bernard Faivre d’Arcie, Regie: Michel Viotte, Produktion: arte France, Erstausstrahlung am 12. Juli 2006,  (Seite nicht mehr abrufbar. Suche in Webarchiven) Film-Informationenvon arte.
- Theater Theater! Eine Reise zum Avignon Festival 2012. Dokumentarfilm, Frankreich 2012, 35 Min., Regie: Marie Labory und Jérémie Cuvillier, Produktion: arte France, deutsche Erstsendung: 14. Juli 2012, Film-Informationen von arte.
- Frischer Wind im Papstpalast. Visionäres Theater vom Festival d’Avignon. (OT: La vent souffle dans la cour d’honneur.) Dokumentarfilm, Frankreich, 2013, 95 Min., Buch:  Elisabeth Perceval, Antoine de Baecque, Nicolas Klotz, Regie: Nicolas Klotz, Elisabeth Perceval, Produktion: La Compagnie des Indes, Gildas le Roux, francetélévisions, arte France, Erstsendung: 13. Juli 2013 bei arte, Inhaltsangabe von arte.
 U.a. mit Thomas Ostermeier, Romeo Castellucci, Simon McBurney und Dieudonné Niangouna bei der Theaterarbeit.

## Theater-Dokumentationen
In der „Maison Jean Vilar“ in Avignon sind viele Inszenierungen dokumentiert.

## Referenzen
- Jean Lamotte: Le Rhône, fleuve fertile. Editions Publibook, 2011, S. 190.
- Caroline Alexander: Avignon tient bon : Cinquant ans de contestations et le spectacle continue. La Tribune, 5. Juli 1996.
- Festival d'Avignon, in Emmanuel de Waresquiel (dir.), Dictionnaire des politiques culturelles de la France depuis 1959. Paris : Larousse / CNRS éditions, 2001.
- Emmanuelle Loyer, Antoine de Baecque: Histoire du Festival d’Avignon. Paris : Éditions Gallimard, 2007.
- Parenthèse de juillet : quand la ville entière devient théâtre [archive] – Éric Collier, Le Monde, 7. Juli 2009.
- La grève des intermittents du spectacle en France [archive] – Françoise Thull, World Socialist Web Site, 29. Juli 2003.
- Laurence Liban, « Les patrons [archive] », L'Express vom 5. Juli 2007.
- Le Festival d’Avignon 2013 est fini, le mouvement continue – Siegfried Forster, RFI, 27. Juli 2013.
- « Renaud Donnedieu de Vabres donnera son agrément à la proposition de renouveler pour quatre ans le mandat de Vincent Baudriller et d’Hortense Archambault à la tête du Festival d’Avignon » [archive], Ministère de la culture et de la communication, 21. November 2006. .
- 2005, l'année de toutes les polémiques, l'année de tous les paradoxes [archive] – Fabienne Darge et Brigitte Salino, Le Monde, 27. Juli 2005.
- L'obscénité démocratique, coll. « Café voltaire », éd. Flammarion, 2007, ISBN 978-2-08-121002-8. Dans cet ouvrage Régis Debray regrette les « grandes heures » du théâtre de la parole d'après-guerre tout en déplorant une « obscénité démocratique » dans le nouveau théâtre utilisant l'image: « Le délirant impérialisme, en politique, du communicant et au théâtre du metteur en scène ne favorise pas d'évidence la belle langue, moins rentable et moins facilement exportable que la belle image. » (p. 74, Op. cité).
- Le Cas Avignon 2005, coordonné par Georges Banu et Bruno Tackels, éd. L'entretemps, 2006, ISBN 2-912877-57-1.
- Un Avignon qui s'annonce dansant Le Monde, 25. März 2011.
- Vincent Baudriller: Les artistes africains ont pris une place. RFI, 24. Juli 2013.
- « "Avec Py, nous n'avons pas pu partager une vision commune" », Libération, 2011.
- Étude sur les retombées économiques du festival d'Avignon. Étude portant sur le Festival d'Avignon 1995 et réalisée par l'Association de Gestion du Festival d'Avignon.
- Les nantis intra-muros, les pauvres à l'écart [archive] – Éric Collier, Le Monde, 7. Juli 2009.
- Emmanuel Ethis, Jean-Louis Fabiani et Damien Malinas, Avignon ou le public participant : Une sociologie du spectateur réinventé, Montpellier, L'Entretemps éditions, 2008.
- Nicole Lang, Les publics du Festival d'Avignon, Paris, Ministère de la culture, service des études et de la recherche, 1982.
- Frédéric Gimello-Mesplomb, « Mytho-logiques : Lorsqu'il a fallu faire le choix d'Avignon pour implanter le Festival », dans Avignon, le public réinventé, 2002.
- Société générale de recherche et programmation, Observatoire économique Méditerranéen et Ministère des Affaires Culturelles, Impact du Festival d'Avignon sur l'économie de la ville, Marseille, 1968.
- « Les marchands du temple », Jean Guerrin, Avignon : in, off, out. Et après ? (Off 2006), propos recueillis par Vincent Cambier pour Les Trois Coups, 27. Juli 2006.